# Rabanales 21
Rabanales 21, también llamado Parque Científico-Tecnológico de Córdoba, es un parque industrial situado en la ciudad andaluza de Córdoba (España). Inaugurado en 2001, originalmente Rabanales 21 estuvo orientado a la promoción de I+D+i en el campo agroindustrial, pero ha crecido hasta convertirse en un parque multisectorial que acoge empresas de otros campos de la ciencia y la tecnología.

## Descripción
El Parque Científico-Tecnológico de Córdoba Rabanales 21 fue constituido el 4 de junio de 2001 con una clara vocación investigadora en el ámbito de la Universidad de Córdoba (UCO). De hecho, el proyecto del Campus de Rabanales ya incluía en su configuración la promoción de un parque de I+D como motor de la actividad científica. 
En sus comienzos, Rabanales 21 tenía como objetivos promocionar la I+D+i y convertirse en el principal espacio de convivencia y transferencia de conocimientos entre investigación y empresas agroindustriales, pero ahora es una apuesta multisectorial que contempla la ubicación de compañías de otros campos de la ciencia y la tecnología.
El Parque Científico Tecnológico de Córdoba Rabanales 21 es un entorno de excelencia para la implantación de empresas innovadoras, centros de I+D+i y servicios de alto valor añadido. En definitiva, es un espacio concebido como un motor de desarrollo económico de la provincia, en el que se integran tareas de Investigación, Producción, Innovación y Comercialización.
Rabanales 21 tiene como objetivo facilitar la transferencia de conocimiento y tecnología, promoviendo el desarrollo de una cultura de innovación tecnológica, mediante la creación de sistemas capaces de dar apoyo a las empresas a través de infraestructuras científicas, públicas y privadas.
Ubicación
Se trata de un Parque urbano que se encuentra situado en Córdoba, en la carretera Nacional IV, km. 396, junto al Campus Universitario de Rabanales y a tan sólo 4 kilómetros del centro de la capital. 
Rabanales 21 está comunicado por AVE, autovías y trenes de cercanías. Ver ubicación (enlace roto disponible en Internet Archive; véase el historial, la primera versión y la última).
http://www.rabanales21.com/index.php?m=17 (enlace roto disponible en Internet Archive; véase el historial, la primera versión y la última).
Servicios
El Parque Científico Tecnológico de Córdoba apoya y tutela a nuevas empresas, mejora el potencial competitivo de las ya existentes y ayuda a crear nuevas oportunidades para el desarrollo social y económico del entorno. Para ello,  presta los siguientes servicios a las empresas ubicadas en el Parque Científico Tecnológico de Córdoba:
- - Evaluación de proyectos y asesoramiento empresarial.
- - Asesoramiento en la elaboración del plan de empresa, plan de viabilidad, definición del modelo de negocio y definición de la estrategia de la empresa.
- - Gestión de transferencia de tecnología.
- - Obtención de Financiación a la I+D+i para las empresas del entorno. Gestión de subvenciones.
- - Cursos de formación, seminarios, conferencias y congresos.
- - Uso del equipamiento de última tecnología del Servicio de Central de Atención al Investigador (SCAI)
- - Premios, patrocinios y organización de actividades de divulgación de la ciencia.
- - Relaciones institucionales y de coordinación entre los Agentes del Conocimiento de la Provincia.
- - Beneficios de convenios suscritos por el Parque.
- - Asesoramiento en gestión de patentes, marcas, vigilancia tecnológica.
- - Gestión e implantación de sistemas de calidad.

Opciones de instalación
Rabanales 21 ofrece diferentes tipologías de servicios y de alojamiento a empresas dependiendo de su nivel de desarrollo, tutelando proyectos desde su nacimiento hasta su consolidación. De esta manera, toda aquella empresa admitida en el Parque tendrá una ubicación adecuada a sus necesidades.
Las opciones más comunes de instalación, son:
- - Adquisición de suelo en propiedad para edificación
- - Constitución de propiedad superficiaria sobre parcela con opción de compra
- - Instalaciones en edificios propiedad del Parque a cambio de un canon.

Los edificios disponibles, son:
- Incubadora de empresas de Base Tecnológicas

Este centro, de 1.500 m², alberga a Empresas de Base Tecnológica de la UCO y la sede de la sociedad Parque Científico Tecnológico de Córdoba Rabanales 21. 
- Centro de Incubación e Innovación Empresarial Rabanales 21

El edificio, de 9.000 m², tiene como objetivo principal proveer las condiciones necesarias que faciliten a los emprendedores la creación de una nueva empresa, mediante el suministro de espacios físicos, asesoría técnica, financiera, capacitación y desarrollo tecnológico. 
- Contenedores Multidisciplinares

Edificios para proyectos que no requieren ser incubados y que pertenecen a sectores muy específicos.